# Eksaleiptron
Eksaleiptron (stgr. ἐξάλειπτρον, lm eksaleiptra) – rodzaj starożytnego greckiego naczynia ceramicznego używanego jako płaski pojemnik na wonności.
Obecnie wyróżniane są dwie szczególne jego postacie, takie jak plemochoe oraz koton, wcześniej uważane za całkiem odrębne użytkowe formy ceramiczne.

## Charakterystyka
Jego nazwa pochodzi od słowa oznaczającego „namaścić”. Określa naczynie w kształcie niskiej misy, o dobrze wymodelowanej górnej części brzuśca, z płaską pokrywką oraz górnym uchwytem, mające niską lub podwyższoną podstawę. W naczyniach tego rodzaju trzymano wonne płyny, np. olejki używane do celów kosmetycznych, podczas ceremonii religijnych i pogrzebowych. W literaturze przedmiotu spotykane jest stosowanie nazwy „plemochoe” dla formy z podwyższoną podstawą (stgr. πλημοχόη plēmochoḗ) oraz koton dla formy pozbawionej podstawy (stgr. κώθων kṓthōn). W nauce przejawia się tendencja do nazywania eksaleiptronem płaskiej formy bez podstawy, wytwarzanej w Koryncie, a odnoszenie określenia „plemochoe” do formy attyckiej, osadzonej na wysokiej podstawie i uzupełnionej pokrywką.
Cechą charakterystyczną naczynia jest znacznie wgłębiony brzeg wylewu, co zapewne miało zapobiegać rozlewaniu się zawartości (płynu). Forma ta pojawia się w malunkach na starogreckich naczyniach, często w kontekście składanych przez kobiety ofiar grobowych. Eksaleiptra pojawiają się pod koniec VI wieku p.n.e., w malarstwie wazowym przedstawiane są do drugiej połowy V w. p.n.e. Znane są też egzemplarze wykonane w marmurze.

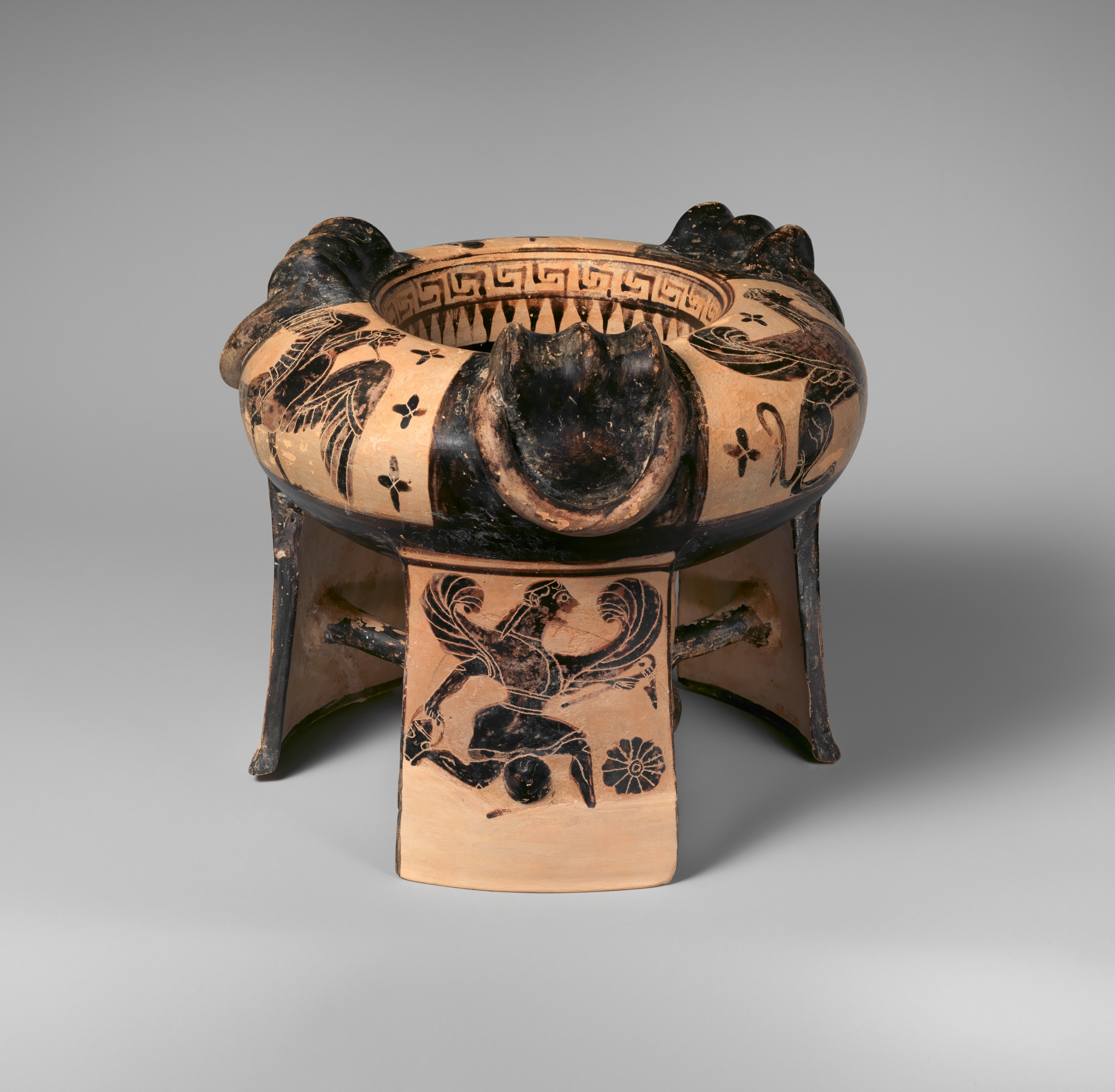
Wczesny koton beocki, poł. VI w. p.n.e. (Metropolitan Museum of Art)
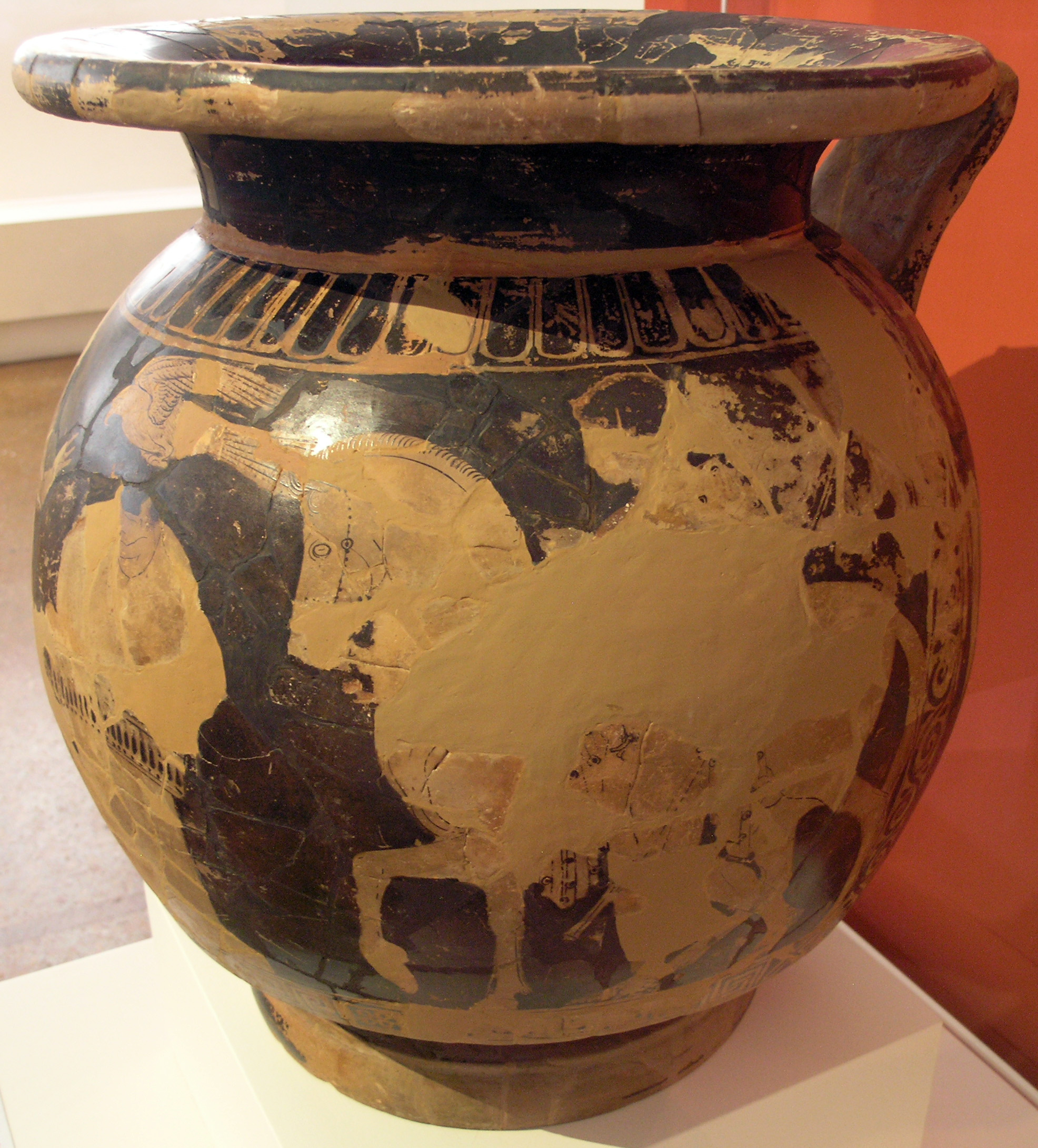
Koton czerwonofigurowy, Kynuria, 410–400 p.n.e. (Narodowe Muzeum Archeologiczne w Atenach)
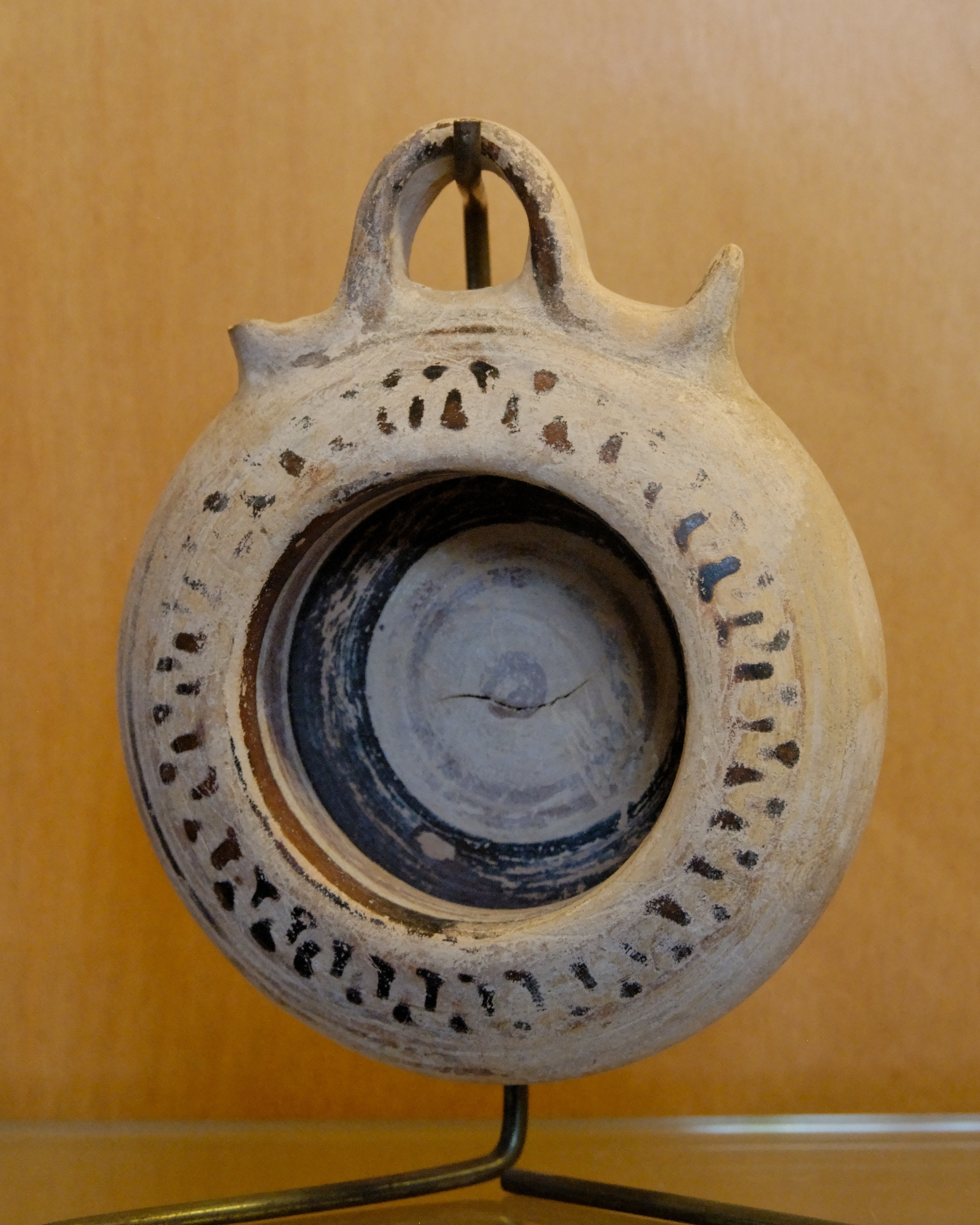
Koton (Muzeum archeologiczne, Palermo)
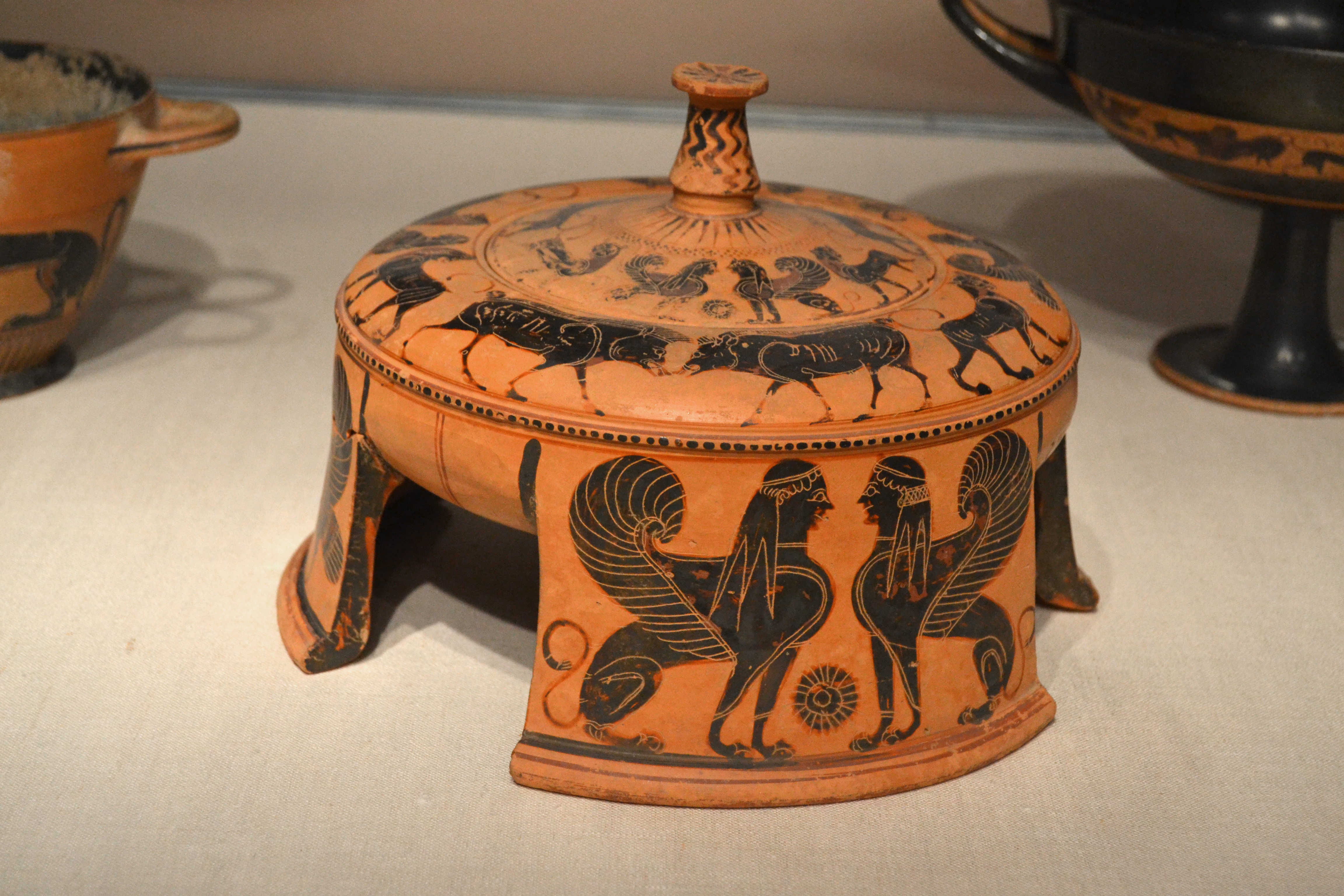
Plemochoe attycka, ok. 580–570 p.n.e. (Museum of Fine Arts w Bostonie)
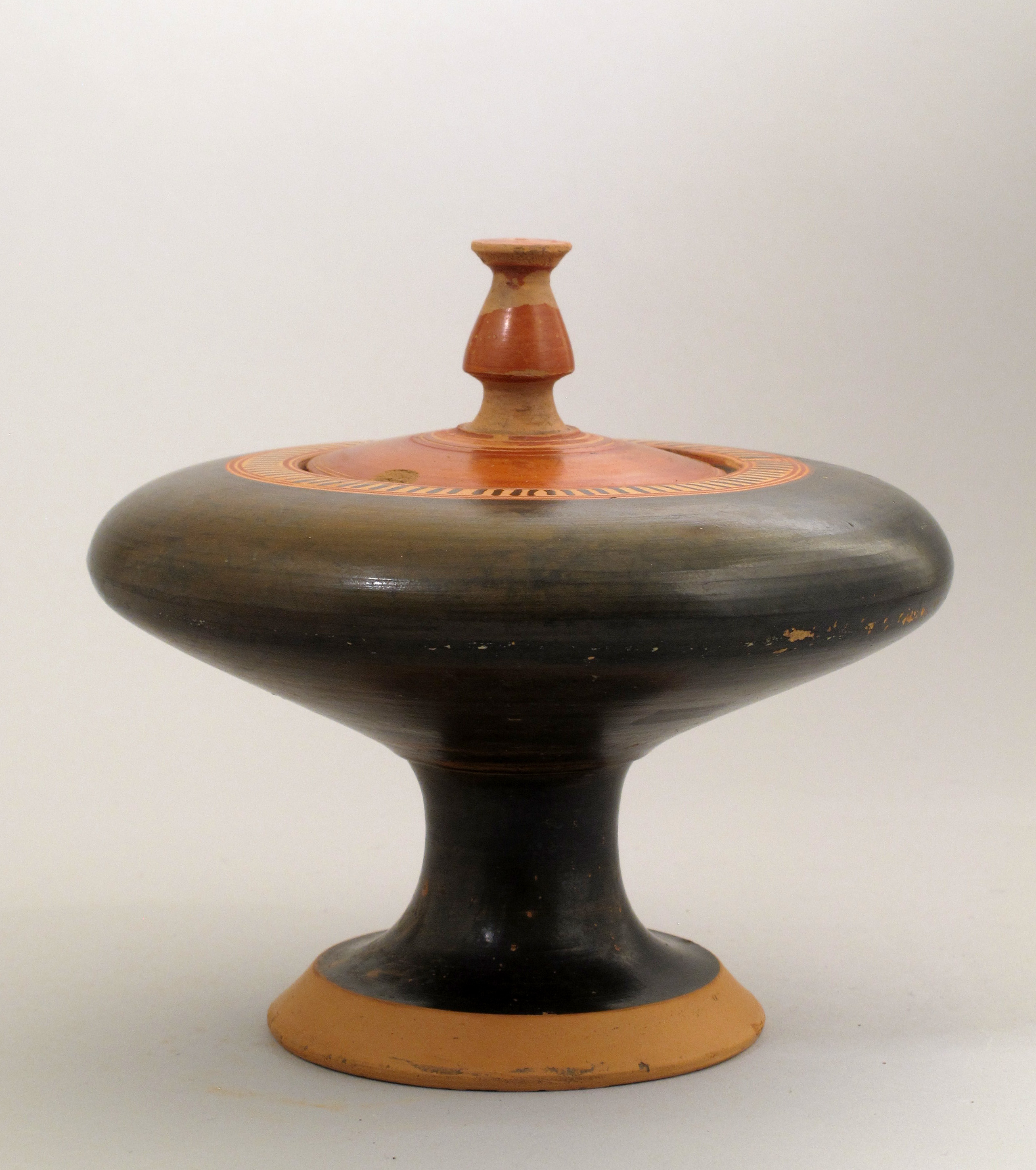
Plemochoe attycka, koniec VI w. p.n.e. (Metropolitan Museum of Art)